# Kottaiyur
Kottaiyur là một thị xã panchayat của quận Sivaganga thuộc bang Tamil Nadu, Ấn Độ.

## Địa lý
Kottaiyur có vị trí 10°07′B 78°49′Đ / 10,12°B 78,82°Đ Nó có độ cao trung bình là 77 mét (252 feet).

## Nhân khẩu
Theo điều tra dân số năm 2001 của Ấn Độ, Kottaiyur có dân số 10.595 người. Phái nam chiếm 49% tổng số dân và phái nữ chiếm 51%. Kottaiyur có tỷ lệ 75% biết đọc biết viết, cao hơn tỷ lệ trung bình toàn quốc là 59,5%: tỷ lệ cho phái nam là 79%, và tỷ lệ cho phái nữ là 71%. Tại Kottaiyur, 10% dân số nhỏ hơn 6 tuổi.